# Seznam zápasů katarské fotbalové reprezentace na MS
Katarská fotbalová reprezentace byla celkem jednou na mistrovství světa ve fotbale, a to v roce 2022, kdy ho sama pořádala.
- Aktualizace po MS 2022 -     Počet utkání - 3 - Vítězství - 0 - Remízy - 0 -  Prohry - 3

| Číslo | Soupeř     | Výsledek | MS      | Fáze turnaje       | Góly Kataru      |
| ----- | ---------- | -------- | ------- | ------------------ | ---------------- |
| 1.    | Ekvádor    | 0 – 2    | MS 2022 | základní skupina A | Ne               |
| 2.    | Senegal    | 1 – 3    | MS 2022 | základní skupina A | Muhammad Muntarí |
| 3.    | Nizozemsko | 0 – 2    | MS 2022 | základní skupina A | Ne               |